# Ctenomedes neuractis
Ctenomedes neuractis är en fjärilsart som beskrevs av Edward Meyrick 1935. Ctenomedes neuractis ingår i släktet Ctenomedes och familjen mott. Inga underarter finns listade i Catalogue of Life.